# Todo tiene su hora
Todo tiene su hora es el decimotercer álbum de estudio del icono de la música Juan Luis Guerra, Este disco abarca varios géneros musicales como la bachata, el merengue, la salsa y el son y todas las canciones fueron compuestas por Juan Luis Guerra. Ganador de tres Latin Grammy 2015, Álbum del año, Mejor Álbum tropical Contemporáneo y Mejor Canción tropical (Tus Besos), También nominado al Grammy anglosajón a Mejor Álbum De Música Tropical, así como también a los Premios Videoclip Awards 2016, como Mejor video musical de Bachata (Muchachita Linda) y Mejor video musical de Merengue (Todo Tiene Su Hora).

## Lista de canciones
| N.º | Título                                       | Duración |  |
| 1.  | «Cookies & Cream»                            | 3:29     |  |
| 2.  | «Tus Besos»                                  | 3:17     |  |
| 3.  | «Canto a Colombia»                           | 3:12     |  |
| 4.  | «Todo Tiene Su Hora»                         | 3:17     |  |
| 5.  | «Dime Nora Mía»                              | 3:08     |  |
| 6.  | «Para Que Sepas»                             | 2:22     |  |
| 7.  | «El Capitán»                                 | 3:14     |  |
| 8.  | «Muchachita Linda!»                          | 3:24     |  |
| 9.  | «Todo Pasa»                                  | 3:11     |  |
| 10. | «De Moca a París» (A dúo con Johnny Ventura) | 3:10     |  |

- Datos: Q18589032